# أمل تبسة
امل تبسة ( بالفرنسية:ARTSF Tebessa ) هو نادي كرة قدم جزائري نسائي .